# Hexenverfolgung in Neustadt am Rübenberge
Für die Menschen in der Frühen Neuzeit stand fest, dass „Hexen“ durch den Teufel dazu gebracht werden konnten, anderen Schaden zuzufügen.
Der Vorwurf des Schadenzaubers diente den Menschen zur Deutung von Unglücksfällen aus dem Alltagsleben, dass durch Zauberei Krankheiten oder Impotenz ausgelöst werden konnte, und war integrativer Bestandteil der Anklagen gegen vermeintliche Hexen.
Auch in den Hexenverfolgungen in Neustadt am Rübenberge in Niedersachsen ging die strafrechtliche Verfolgung der Zauberer und Hexen von dem Delikt der schadenstiftenden Zauberei aus.
In diesen Verfahren wird zugleich deutlich, wie Hexenverfolgung von den Mächtigen als persönliches und politisches Instrument missbraucht werden konnte. Opfer der Hexenverfolgung wurden zumeist Menschen aus der einfachen Bevölkerung, während Mitglieder von adligen Familien durch einflussreiche Fürsprecher mehr Chancen hatten, einer Hinrichtung zu entgehen.

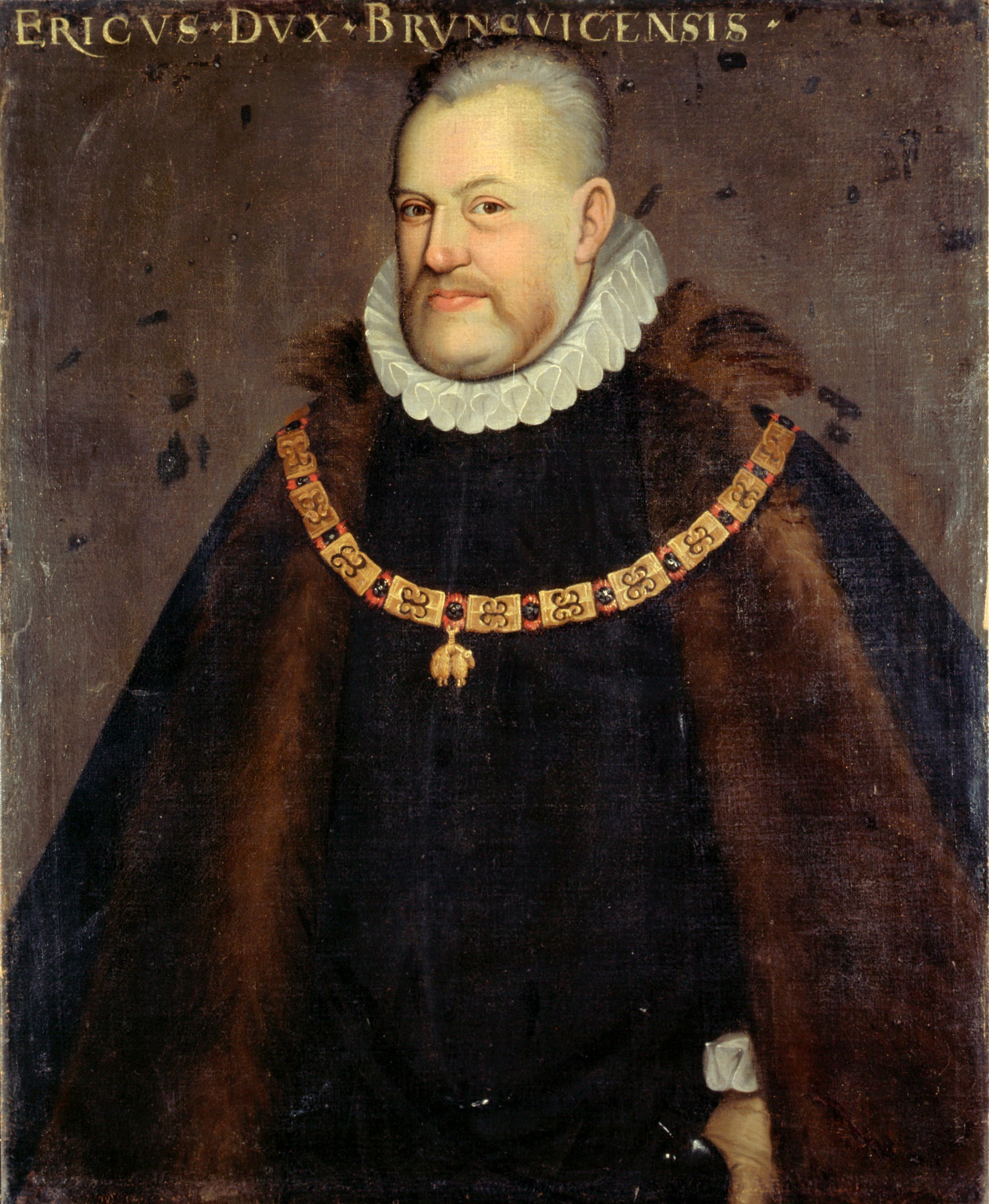
Herzog Erich II.: Bildnis mit dem Orden vom Goldenen Vlies

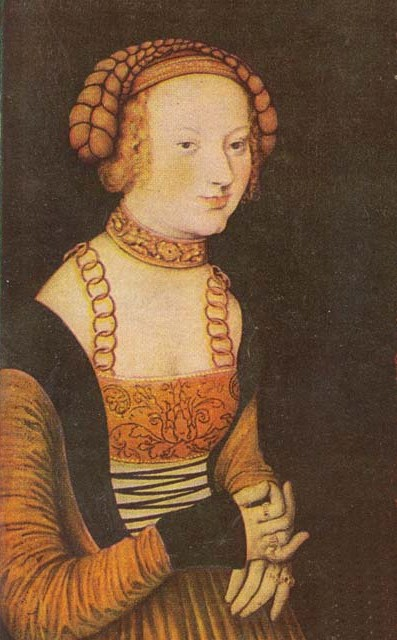
Sidonie von Sachsen: Ausschnitt aus einem Ölgemälde von Lucas Cranach d. Ä.

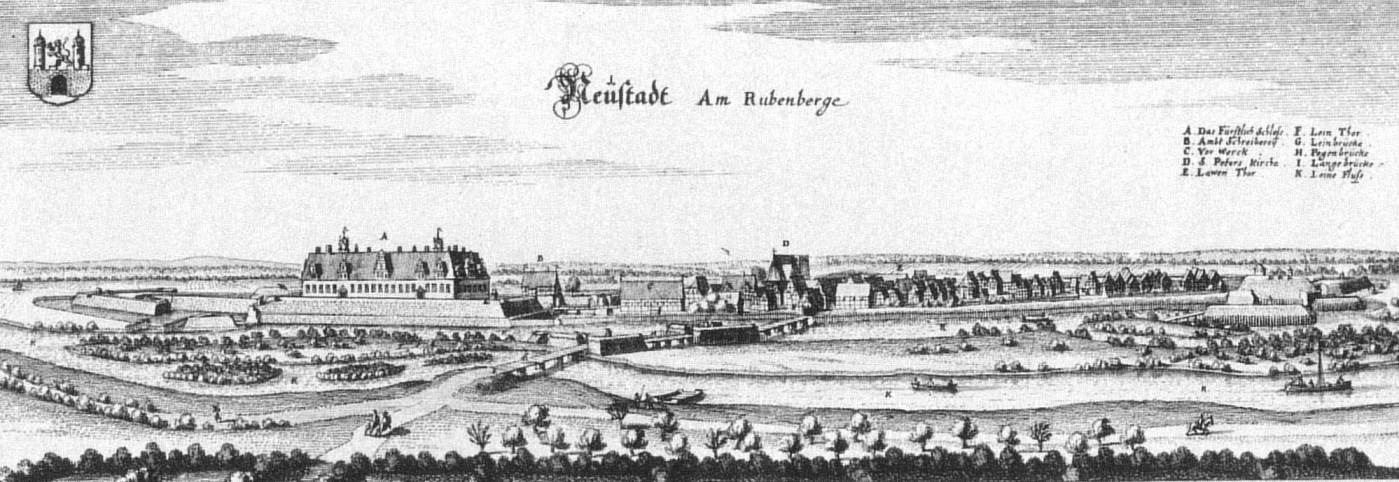
Merian-Kupferstich von Schloss und Stadt Neustadt am Rubenberge um 1650

## Auseinandersetzungen zwischen Herzog Erich und Herzogin Sidonie
Die gegen den Willen der jeweiligen Eltern geschlossene Ehe von Herzog Erich II. mit Sidonie von Sachsen blieb kinderlos. Zwischen den Eheleuten kam es zu Auseinandersetzungen, die bei Sidonie zu dem Verdacht führten, dass ihr Ehemann sie vergiften wollte. Als Herzog Erich 1564 schwer erkrankte, vermutete er wiederum eine Vergiftung und Schadenzauber.
Im Verlauf dieser Auseinandersetzungen erreichte die gegenseitige Erbitterung ihren Höhepunkt, und etliche Menschen, z. T. auch aus adligem Stand, gerieten in Hexenprozesse und wurden wegen Schadenzauber und Giftmischerei angeklagt.

### Schwester von Dr. Burkhardt
In einem Brief vom 3. April 1568 schrieb Sidonie an ihren Bruder August, Kurfürst von Sachsen, dass in Neustadt am Rübenberge etliche Zauberinnen festgenommen worden, von denen drei bekannt, dass sie durch Teufelskünste es zuwege gebracht, dass der Herzog keine Lust und Liebe zu ihr habe und nicht im Lande bleiben könne.
In einem Verhör habe Dr. Burkhardts Schwester gestanden, sie habe der Herzogin etwas beigebracht, dass sie des Todes sein solle und sie sei damals so krank gewesen, dass alle Ärzte an ihrem Leben verzweifelt waren. Dr. Burkhardts Schwester starb an den Folgen der Folter: Die Anfängerin ist von ihrem Buhlen (Satan) umgebracht worden und hat ihren Hals entzwei gebrochen, wie man eine Rübe entzwei bricht.

### Die Badelensche
Weitere Frauen wurden der Mittäterschaft bei der Vergiftung beschuldigt. Die Badelensche, eine alte Frau, Witwe des Badelens, Dudensings Ehefrau, legte ein Geständnis des Teufelspaktes und Schadenzaubers ab. Sie gestand Teufelspakt, Teilnahme am Hexensabbat sowie Hostienfrevel, und sie besagte mehrere andere Frauen als Mittäterinnen: die Hartsche, die Timmesche und andere.

### Die Kuckerin
Ähnliche Geständnisse legte die Kuckerin ab: Teufelspakt, Teilnahme am Hexensabbat und Buhlschaft mit dem Teufel. Sie beschuldigte Gesche Role (die Voigtin, Geschke, des Voigts Rohle Ehefrau), dass diese mehrere Frauen dazu gebracht hätte, dem Herzog mit Zaubermitteln zu schaden. Gesche Role hätte sich rächen wollen, weil Erich ihren Mann abgesetzt hatte.
Mehrere Angeklagte bestätigten in den Verhören die Verdächtigungen der Bezauberung des Herzogs durch Gesche Role. Gesche Role leugnete alle Vorwürfe gegen sie. Ihretwegen wurde im Jahr 1571 ein Gutachten des Schöffenstuhls zu Halle eingeholt, welches die Anwendung der Folter erlaubte.

### Die Dunkertin
Eine andere Frau, die Dunkertin, bekannte im Schloss zu Neustadt Feuer gelegt zu haben, damit der Herzog tot bleibe oder wenigstens der Amtmann in Gefahr komme und seines Amtes entsetzt werde. Dem Amtmann sei sie feindlich gesinnt, weil er ihre Tochter nicht heiraten wollte.
Einige dieser Angeklagten starben wohl unter der Folter während der Untersuchung, die Anderen wurden hingerichtet.

## Hexenprozesse in der Stadt Eldagsen
In diesen und den folgenden Verfahren wird deutlich, wie Hexenverfolgung von den Mächtigen als persönliches und politisches Instrument missbraucht wurde.
Der Herzog hatte gegen Sidonie von Sachsen einen Hexenprozess initiiert und veranlasste die Aufnahme von Hexenprozessen in der Stadt Eldagsen. Zunächst wurden einfache Menschen aus der Bevölkerung angeklagt: Gesche Role, die Ölsin, Annecke Lange und ihr Mann Hans Lange. Die Lange, Gesche Herbst und Annecke Rotschroeder wurden am 28. März 1572 zum Feuertode verurteilt.

## Verfahren gegen Frauen aus höherem gesellschaftlichen Stand
Durch die peinlichen Verhöre und die nachfolgenden Besagungen weiteten sich die Verfahren aus gegen Frauen aus höherem gesellschaftlichen Stand.
Vor der Hinrichtung sollen sich die Rotschröder und die Herbst noch laut beklagt haben über die Knigge, die Warnische und die Hartleb. Diese hätten sie in diese Situation gebracht und wären nicht weniger schuldig, als sie selber.
Durch die Aussagen des Langeschen Ehepaares im peinlichen Verhör waren Damen aus dem Umfeld von Sidonie besagt worden, darunter einige von Adel: Die Simonsche, die Warnische, die Kniggesche und die Hartleb.

### Die Simonsche
Die 88-jährige Annecke Voß (die Simensche, Anna von Reden, Witwe von Simon von Reden und Mutter von Curt von Reden) aus Pattensen war nach Angaben von Herzog Erich II. schon etliche Jahre zuvor der Zauberei bezichtigt worden. Sie wurde am 13. März verhört und bekannte Teufelsumgang, Zaubereien und die Bestellung von Gift bei Annecke Lange. Dieses Gift sei für Herzog Erich bestimmt gewesen. Da dieser nicht bei seiner Frau bleiben wollte, so sollte er auch nicht im Land bleiben können. Zudem hätte der Herzog ihre Söhne nicht in seinen Dienst übernehmen wollen.
Annecke Lange hatte ausgesagt, sie sei von dieser Frau zur Vergiftung von Herzog Erich II. angestiftet worden mit dem Versprechen auf gute Belohnung. Als sie einwilligte, habe sie durch „den Teufel“ der Simonschen das Gift als Puder in einem kleinen weißen Topf erhalten.

### Die Warnische
Die Warnische (Katharine/Katharina) war die alte Vogtin, Witwe des Großvogts vom Rübenberge Curt Warnickes (Kurd Warneken), eine geborene von Dassel, verheiratet mit dem Oberamtmann von Wolfenbüttel und Hauptmann zu Calvörde Erich Dux.
Am 14. März wurde die Warnische verhört und besagte Barbara Hartleb als ihre Teufelslehrmeisterin. In der Vergiftungssache gegen den Herzog machte sie das gewünschte Geständnis und belastete dabei die Herzogin direkt. Diese habe ihr eine kleine grüne Schachtel mit grauen Pulver gegeben, damit sie es dem Herzog in Bier oder Speise schütten sollte, damit er verqueime (entkräftet werde). Sie hätte die Herzogin nicht eher angezeigt, weil sie von ihr viel Gnade und Gutes erfahren habe.
Zum ersten Mal wird hier in den Verhören geäußert, dass seitens der Herzogin die Absicht bestanden hätte, den Herzog mit Gift zu töten.
Für die Warnische verwendeten sich bei Herzog Erich II. die Herzogin Hedwig, Margarethe, Herzogin zu Münsterberg, und Herzogin Sofia, Witwe von Heinrich dem Älteren.
Die Warnische besagte im Verhör am 14. März Barbara Hartleb als ihre Teufelslehrmeisterin.

### Barbara Hartleb
Barbara Hartleb (geb. Vorwalt) war die Hausfrau von Johann Hartleb (Hartleben), Amtmann zu Burg Burg Lauenburg in der ehemaligen Grafschaft Dassel. Sie wurde von der Warnischen als ihre Teufelslehrmeisterin besagt.

### Margarethe Knigge
Die Kniggesche (Kniggische) war Margarethe Knigge geb. Schwarz aus Pattensen/Egestorf. Ihr Sohn Jobst hatte ein Gut in Leveste. Sie war eine Stattliche vom Adel und verkehrte häufig bei Herzogin Sidonie von Sachsen. Am 20. März 1572 wurde sie durch den Vogt Dillies von Calenberg verhaftet und gestand in mehreren Verhören vom 20. bis 25. März alle Vorwürfe.
Ihre Verwandtschaft bat Herzog Erich II. um ihre Freilassung gegen Kaution und bot 100.000 Gulden als Sicherheitsleistung an. Ihr Bruder, der Gräflich Lippesche Landdrost Adolf Schwarz, wandte sich an den Kaiser und erwirkte ein Mandat, dass seine Schwester an die Herzöge von Wolfenbüttel auszuliefern sei. Auch Hedwig, die Frau des Herzogs Julius, verwandte sich am 9. April in einem Schreiben an Herzog Erich für sie.
Nachdem Herzog Erich die Prozesse gegen die drei Angeschuldigten mit dem „geringeren“ gesellschaftlichen Stand durch deren Hinrichtung beendet hatte, führte er den Prozess gegen die vier Frauen aus dem höheren gesellschaftlichen Stand fort. Zu mehrerer Befestigung und Zeugnis der Wahrheit stellte Erich sie am 30. März in dem langen Saal im Schloss zu Neustadt vor einen besonderen, außerordentlichen Gerichtshof mit 33 Richtern, darunter Deputierte der  Grafen von Schaumburg und Hoya, Vertreter der Ritterschaft und der Landsassen, Gesandte der Städte Hannover und Hameln, dazu neun Personen, die in den früheren Verhören anwesend waren.
Den Frauen wurden in Anwesenheit von Herzog Erich II. ihre Urgichten vorgelesen. Mit Ausnahme der Hartleb, die schon einmal ein früheres Geständnis widerrufen hatte, bestätigten die Frauen ihre Aussagen.
Am nächsten Tag, als ein Teil der Zugeordneten schon wieder abgereist war, wurde die Hartleb erneut verhört, und sie bekannte sich gütlich befragt und ohne Scharfrichter und Angstmann zu ihrem Geständnis. Sie gestand sogar noch eine Unterhaltung mit der Herzogin über das Gift und das Misslingen des Coldinger Attentats.
Die Warnische war so stark gefoltert worden, dass sie nicht laut sprechen, sondern nur zeigen konnte.
Die Knigge verwies vor den Herren darauf, dass sie ihre Aussagen unter der Folter gemacht habe. Sie wäre viermal auf der Leiter torquiert worden. Sie bat am 28. März und am 19. April den Herzog um Verzeihung und bot eine hohe Summe für ihre Freilassung an. Am 20. April bat sie um Begnadigung zur Enthauptung, um nicht den grausamen Feuertod erleiden zu müssen.
Aufgrund dieser Verhöre stand Sidonie sonach da, beschimpft vor ganz Deutschland, gezeichnet als eine Giftmischerin, die selbst des Teufels Beistand nicht verschmähte.
Am 21. April 1572 wurde das peinliche Gericht gehalten.
Die Warnische und die Knigge wurden der Giftmischerei, die Simonsche und Hartleb außerdem noch der Zauberei und des Verkehrs mit dem Teufel angeklagt.
Die Knigge tat einen Fußfall und bat die anwesenden Adligen um Fürsprache bei Herzog Erich, dass er ihr das Leben schenke. Das Gericht suspendierte das Urteil über sie und brachte sie wieder ins Gefängnis zurück.

## Ende des Prozesses gegen die adligen Frauen
Nach der Flucht der Herzogin Sidonie am 20. April sandte Herzog Erich Abschriften der Urteile der peinlichen Halsgerichte über die Hingerichteten und die Urgichten der inhaftierten Frauen an befreundete und einflussreiche Fürsten und Städte, um seinen Ruf aufzubessern. Auf einem extra angesetzten Landtag zu Hameln für die Stände seines Landes ließ er die Prozessakten öffentlich verlesen und einen Bericht an den Kaiser in Wien abfassen.
Unter erheblichen Kosten ließ er von mehreren inländischen und ausländischen Juristenfakultäten Rechtsgutachten in seiner Prozesssache gegen die gefangenen Frauen und wegen des Verhältnisses zu seiner Ehefrau Sidonie erstellen.
Die inhaftierten Frauen durften zu Pfingsten (25. Mai) Briefe an ihre Angehörigen schreiben: die Knigge an ihren Sohn, die Hartleb und die Warnische an ihre Ehemänner. Für die stark geschwächte Warnische schrieb Notar Meineking die Worte auf. In den Briefen versicherten die Angeklagten, dass es mit Essen, Trinken und aller Notdurft wohl ergehe. Sie wiederholten das Bekenntnis der Schuld und baten um Erwirkung von Gnade beim Herzog. In den Schreiben wird deutlich, dass es sich um bestellte Arbeit handelte.
Herzogin Sidonie erwirkte vom Kaiser ein Schreiben, dass sich der Herzog vor dem Kaiser zu einer Konfrontation mit seiner Frau und den gefangenen Weibspersonen einfinden sollte. Diese solle er binnen drei Tagen an Herzog Julius ausliefern.
In Wolfenbüttel versuchte man durch Delegierte am 24. Juli die Auslieferung der gefangenen Frauen zu bewirken.
Herzog Erich II. scheute sich, den Prozess gegen fünf inhaftierte adlige Damen zum Abschluss zu bringen. Schließlich erreichte Herzog Julius aus Wolfenbüttel ihre Auslieferung am 5. Mai 1573: Margarethe Knigge, die Warnicke, die Hartleb, die Simonsche und die Ölsin.
Auf einer Tagung in Halberstadt schilderten sie vor einem Gremium ihren Leidensweg. Insbesondere der anwesenden Herzogin Sidonie lag daran, die Unschuld der Frauen, also auch ihre eigene, zu erweisen. Die gefangenen Frauen wurden gegen den Protest von Erichs Gesandten am 7. Januar 1574 entlassen.